# UNIQ
Uniq (tiếng Hàn: 유니크; Romaja: Yunikeu; cách điệu UNIQ) là nhóm nhạc Hàn-Trung được thành lập bởi công ty Trung Quốc Yuehua Entertainment vào năm 2014. Nhóm có 5 thành viên gồm Châu Nghệ Hiên, Kim Sung-joo, Lý Vấn Hàn, Cho Seung-youn và Vương Nhất Bác. Uniq chính thức ra mắt vào ngày 20 tháng 10 năm 2014 với single đầu tay "Falling In Love" ở cả Trung Quốc và Hàn Quốc.

## Tên gọi
Cái tên UNIQ là sự kết hợp của từ "Unique" và linh vật huyền thoại "kỳ lân". Điều đó biểu thị quyết tâm của các thành viên để trở thành huyền thoại và độc nhất vô nhị. Logo của nhóm chứa biểu tượng của kỳ lân một sừng, biểu hiện sự bí ấn và độc đáo của UNIQ.. Tên fandom của nhóm là Unicorn, mang ý nghĩa: Uniqe cùng với Unicorn đại diện cho: "độc nhất vô nhị" chính là thành một cặp cùng nhau tồn tại. Đồng thời, loài thú một sừng này là biểu tượng cho sự cao ngạo, thuần khiết cùng biểu tượng nghị lực hoạt bát, lanh lợi.

## Lịch sử

### Trước khi ra mắt
UNIQ là dự án của Yuehua Entertainment hợp tác cùng YG Entertainment. Các thành viên được đào tạo tại YG từ 2 đến 5 năm trước khi ra mắt chính thức. Tuy nhiên sau đó Yuehua ký hợp đồng với Starship để chịu trách nghiệm quảng bá cho các hoạt động của UNIQ tại Hàn Quốc.

### 2014: Ra mắt vớiFalling in Love
Vào ngày 16 tháng 10, UNIQ đã có buổi trình diễn đầu tiên trên M! Countdown. Đĩa đơn đầu tay "Falling In Love", được phát hành vào ngày 20 tháng 10 tại cả Trung Quốc và Hàn Quốc. Uniq được chọn tham gia OST cho các bộ phim TMNT (Teenage Mutant Ninja Turtles) và Chim cánh cụt của Madagascar. Vào ngày 23 tháng 10, UNIQ đã phát hành bài hát "Born to fight" cho bản phát hành của phim TNMT tại Trung Quốc. Nhóm đã phát hành bản tiếng Anh của "Falling in Love" vào ngày 5 tháng 11  Vào ngày 10 tháng 11, họ đã phát hành bài hát "Celebrate" cho phiên bản Trung Quốc của "Chim cánh cụt Madagascar".
Celebrate đã ra mắt chính thức tại Trung Quốc vào ngày 25 tháng 11 với fanmeeting Trung Quốc đầu tiên ở Bắc Kinh. Vào ngày 27 tháng 11, Celebrate bắt đầu chương trình quảng bá đầu tiên của họ tại Đài Loan và tổ chức một cuộc họp báo vào ngày 1 tháng 12  Chương trình thực tế của Uniq The Best Debut bắt đầu phát sóng vào ngày 2 tháng 12 trên nền tảng video trực tuyến Trung Quốc, iQiyi, gồm ba tập.

### 2015:EOEOvà ra mắt tại Nhật Bản
Vào tháng 1 năm 2015, Uniq đã trở thành người đại diện cho Xtep, một thương hiệu thể thao của Trung Quốc. Vào tháng 2 năm 2015, Uniq bắt đầu hợp tác với nhãn hiệu làm đẹp Trung Quốc, Mix-Box, thay thế Kha Chấn Đông làm người đại diện chính thức.
Uniq đã tổ chức fanmeeting đầu tiên của họ tại Thái Lan ở Bangkok vào ngày 7 tháng 3.
Vào ngày 6 tháng 4 Yuehua Entertainment thông báo sẽ tiếp tục chương trình quảng bá của nhóm Hàn Quốc. Vào ngày 9 tháng 4, Yuehua Entertainment đã công bố sự trở lại của UNIQ với album mini đầu tiên của họ có tên "EOEO". Uniq đã trở lại chính thức tại Hàn Quốc vào ngày 22 tháng 4 và tổ chức buổi biểu diễn phát sóng trở lại đầu tiên trên Show Champion của MBC, biểu diễn ca khúc chủ đề "EOEO" và "Listen to me". Vào ngày 23 tháng 4, Uniq đã trở lại chính thức tại Trung Quốc, biểu diễn "Listen to me" tại Lễ trao giải âm nhạc châu Á KU. Họ cũng đã được trao giải "Nghệ sĩ mới xuất sắc nhất" của KU Music cùng ngày. Vào ngày 24 tháng 4, Uniq đã phát hành mini album và MV cho "EOEO". Sau khi phát hành "EOEO", MV đã đạt vị trí thứ 3 trên Bảng xếp hạng MV hàng tuần của YinYueTai.
Vào ngày 22 tháng 5, Uniq đã phát hành MV chính thức cho ca khúc tiếp theo là "Luv Again". UNIQ đã đạt được giải thưởng chương trình âm nhạc đầu tiên của họ trên Âm nhạc Trung Quốc Toàn cầu của CCTV vào ngày 23 tháng 5. Uniq đạt kỷ lục về người chiến thắng nhiều nhất trên Bảng xếp hạng âm nhạc Trung Quốc toàn cầu (Global Chinese Music Chart) với ba chiến thắng bằng cách bỏ phiếu không trực tiếp và ba chiến thắng bằng cách bỏ phiếu trực tiếp, đánh bại kỷ lục mà EXO-M đã nắm giữ trước đó vào năm 2014 (Ba chiến thắng bằng bỏ phiếu không trực tiếp; Hai chiến thắng bằng bỏ phiếu trực tiếp).
Uniq đã tổ chức buổi giới thiệu đầu tiên tại Nhật Bản vào ngày 19 tháng 7 và 20 tháng 7 tại Osaka và Tokyo lđánh dấu ra mắt chính thức tại Nhật Bản.
Vào tháng 12, Uniq trở thành đại diện cho Dr. Bear, một thương hiệu kẹo Trung Quốc.
Để kỷ niệm một năm kể từ khi ra mắt, Uniq đã phát hành digital album thứ hai "Best Friend", vào ngày 16 tháng 10. Uniq đã công bố Tour kỷ niệm 1 năm sẽ được tổ chức tại Bắc Kinh, Thượng Hải và Nhật Bản. Uniq trở lại Nhật Bản vào tháng 11, tổ chức các fanmeeting trên toàn quốc ở Nagoya, Osaka, Fukuoka trước khi kết thúc chuyến lưu diễn Nhật Bản tại Tokyo. Tại thời điểm này, họ đã phát hành một đĩa đơn đặc biệt của Nhật Bản, "Best Friend", bao gồm các phiên bản tiếng Nhật, tiếng Hàn và nhạc nền của ca khúc "Best Friend". UNIQ đã kết thúc chuyến lưu diễn tại Bắc Kinh vào ngày 28 tháng 11.
Vào ngày 7 tháng 12, phát hành "Erase Your Little Sadness." Vào ngày 28 tháng 12, UNIQ đã phát hành ca khúc"Happy New Year" cùng với nhóm nhạc cùng công ty Cosmic Girls, xuất hiện trong vai trò khách mời trong MV. Bài hát ra mắt ở vị trí số 4 trong China V Chart.

### 2016: Quảng bá tại Trung Quốc và Nhật Bản
Uniq trở thành đại diện của Inke - một ứng dụng phát trực tiếp của Trung Quốc vào tháng 2.
Vào tháng 2 năm 2016, tạp chí Teen Vogue của Mỹ đã xuất bản một bài viết về nhóm với tiêu đề "12 nhóm nhạc nam để lấp lỗ hổng của One Direction trong trái tim bạn". Teen Vogue đã giới thiệu Uniq, nói rằng bài hát của họ "EOEO" là một " body-roll-worthy jam with punchy rap deliveries and a slick sax" 
Vào ngày 24 tháng 3 năm 2016, nhóm đã phát hành bài hát "My Dream" cho nhạc phim của bộ phim MBA Partners, ra mắt ở vị trí số 3 trong China V Chart. Châu Nghệ Hiên, Lý vấn Hàn và Kim Sungjoo đã đi trên một roadshow kéo dài hai tuần tại 14 thành phố để quảng bá cho bộ phim.
Vào ngày 25 tháng 6, Uniq đã tổ chức buổi fanmeeting đầu tiên của họ tại Sao Paulo, Brazil.
Uniq đã phát hành một single tiếng Nhật vào tháng 12 năm 2016, "Falling in Love". Các phiên bản tiếng Nhật của "Falling in Love" và "Listen to me" cũng được phát hành trong đĩa đơn. UNIQ đã tổ chức một cuộc gặp gỡ trực tiếp tại Nhật Bản vào ngày 10 tháng 12 và một sự kiện ký tặng, chụp ảnh của người hâm mộ vào ngày 11 tháng 12 

### 2017 - 2018
Vào ngày 19 tháng 1 năm 2017, nhóm đã phát hành đĩa đơn "Chúc mừng năm mới 2017". Bài hát được sáng tác bởi thành viên Châu Nghệ Hiên và mang lại sự tươi mới của năm mới. Vương Nhất Bác đã không thể tham gia vào video âm nhạc và thu âm bài hát do trùng lịch trình. Trong MV, Châu Nghệ Hiên, Kim Sungjoo, Lý Vấn Hàn và Seungyoun đã tập hợp một người tuyết đại diện cho Vương Nhất Bác.
Uniq đã có hai đĩa đơn "Never Left" và "Next Mistake" được phát hành vào ngày 19 tháng 4 năm 2018.

### 2018 - 2019: Tham gia chương trình sống còn tuyển chọn nhóm nhạc
Năm 2018, Vương Nhất Bác là cố vấn vũ đạo cho phiên bản Sáng Tạo 101 - phiên bản Produce 101 của Trung Quốc.
Tại Trung Quốc, năm 2019, Lý Vấn Hàn trở thành thí sinh của Idol Producer (phần 2) của IQiyi, được cố vấn bởi Lay của EXO, Lý Vinh Hạo, Thái Y Lâm, MC Jin, After Journey và Từ Minh Hạo (The8 của nhóm Seventeen);
Trong khi đó, Châu Nghệ Hiên trở thành thí sinh trong chương trình Youku All for One, được cố vấn bởi Kinjaz 'Jawn Ha, Fei (cựu thành viên Miss A) và Selina (thành viên nhóm S.H.E.
Cả Lý Vấn Hàn và Châu Nghệ Hiên đều giành chiến thắng trong tập chung kết và ra mắt trong nhóm chiến thắng. Lý Vấn Hàn đứng vị trí thứ nhất, trở thành center trong nhóm UNINE và Châu Nghệ Hiên là đội trưởng/center của Tân Phong Bạo (New Storm).
Tại Hàn Quốc, Seungyoun cũng trở thành một thí sinh tham gia Produce X 101. Seungyoun cũng giành hạng 5 và ra mắt với nhóm X1 (Produce X 101)

## Thành viên
| Tên khai sinh  | Tên khai sinh | Tên khai sinh | Tên khai sinh  | Ngày sinh         | Nơi sinh                                        | Vị trí                      |
| Latinh         | Hanja         | Hangul        | Hán Việt       | Ngày sinh         | Nơi sinh                                        | Vị trí                      |
| -------------- | ------------- | ------------- | -------------- | ----------------- | ----------------------------------------------- | --------------------------- |
| Zhou Yixuan    | 周藝軒        | 조이쉔        | Châu Nghệ Hiên | 11 tháng 12, 1990 | Thặng Châu, Thiệu Hưng, Chiết Giang, Trung Quốc | Leader (China), Lead Rapper |
| Kim Sung-joo   | 金聖柱        | 김성주        | Kim Thánh Trụ  | 16 tháng 2, 1994  | Incheon, Hàn Quốc                               | Leader (Korea), Main Vocal  |
| Li Wenhan      | 李汶翰        | 이문한        | Lý Vấn Hàn     | 22 tháng 7, 1994  | Hàng Châu, Chiết Giang, Trung Quốc              | Main Vocal                  |
| Cho Seung-youn | 曹承衍        | 조승연        | Tào Thừa Diễn  | 5 tháng 8, 1996   | Seongnam, Gyeonggi, Hàn Quốc                    | Main Rapper, Vocal          |
| Wang Yibo      | 王一博        | 왕이보        | Vương Nhất Bác | 5 tháng 8, 1997   | Lạc Dương, Hà Nam, Trung Quốc                   | Main Dancer, Lead Rapper    |

## Danh sách đĩa hát

### EP
| Tên  | Chi tiết album | Thành tích xếp hạng | Doanh số      |
| Tên  | Chi tiết album | KOR </br>           | Doanh số      |
| ---- | --- | ------------------- | ------------- |
| EOEO | - Phát hành: ngày 28 tháng 4 năm 2015 - Hãng đĩa: Yuehua Entertainment, LOEN Entertainment - Định dạng: CD, tải xuống kỹ thuật số Track listing 1. "EOEO" 2. "Luv Again" 3. "Listen To Me" 4. "Falling In Love" 5. "Born To Fight" | 7                   | - KOR: 7.811+ |

### Đĩa đơn
| Tên                                                                                         | Năm  | Thành tích xếp hàn | Thành tích xếp hàn | Thành tích xếp hàn | Thành tích xếp hàn | Album |
| Tên                                                                                         | Năm  | CHN Baidu          | CHN Billboard      | KOR Gaon           | Mỹ World           | Album |
| ------------------------------------------------------------------------------------------- | ---- | ------------------ | ------------------ | ------------------ | ------------------ | ----- |
| "Falling in love"                                                                           | 2014 | -                  | -                  | 294                | -                  | EOEO  |
| "EOEO"                                                                                      | 2015 | -                  | -                  | -                  | 16                 | EOEO  |
| "Luv Again"                                                                                 | 2015 | -                  | -                  | -                  | -                  | EOEO  |
| "Best Friend"                                                                               | 2015 | -                  | 24                 | -                  | -                  |       |
| "Happy New Year"                                                                            | 2015 | 8                  | 4                  | -                  | -                  |       |
| "Falling in Love (Japanese Ver.)                                                            | 2016 | -                  | -                  | -                  | -                  |       |
| "Happy New Year 2017"                                                                       | 2017 | -                  | -                  | -                  | -                  |       |
| "Never left"                                                                                | 2018 | -                  | -                  | -                  | -                  |       |
| "Next Mistake"                                                                              | 2018 | -                  | -                  | -                  | -                  |       |
| "-" biểu thị các bản phát hành không có biểu đồ hoặc không được phát hành trong khu vực đó. |      |                    |                    |                    |                    |       |

### Nhạc phim
| Tên                                                                                         | Năm  | Thành tích xếp hạng | Album                                                                        |
| Tên                                                                                         | Năm  | CHN Billboard       | Album                                                                        |
| ------------------------------------------------------------------------------------------- | ---- | ------------------- | ---------------------------------------------------------------------------- |
| "Born To Fight"                                                                             | 2014 | -                   | OST Ninja Rùa (phim 2014) - Phát hành: ngày 23 tháng 10 năm 2014             |
| "Celebrate"                                                                                 | 2014 | -                   | OST Biệt đội cánh cụt vùng Madagascar - Phát hành: ngày 10 tháng 11 năm 2014 |
| "Xóa nỗi buồn nhỏ bé của bạn"                                                               | 2015 | 12                  | OST SpongeBob: Anh hùng lên cạn - Phát hành: ngày 7 tháng 12 năm 2015        |
| "My Dream"                                                                                  | 2016 | 3                   | OST MBA Partners - Phát hành: ngày 24 tháng 3 năm 2016                       |
| "告白"                                                                                      | 2017 | -                   | OST Once Again - Phát hành: ngày 7 tháng 8 năm 2017                          |
| "Điểm đặc biệt của tôi"                                                                     | 2018 |                     | One And Another Him OST - Phát hành: ngày 3 tháng 8 năm 2018                 |
| "-" biểu thị các bản phát hành không có biểu đồ hoặc không được phát hành trong khu vực đó. |      |                     |                                                                              |

### Phát hành đặc biệt
| Bài hát                         | Năm  | Thành tích xếp hạng | Album              |
| Bài hát                         | Năm  | CHN Billboard       | Album              |
| ------------------------------- | ---- | ------------------- | ------------------ |
| "Happy New Year (UNIQ version)" | 2015 | 22                  | Non-album releases |

### Tham gia sản xuất
| Năm  | Album                           | Bài hát                                 | Viết lời       | Hợp tác với                                      |
| ---- | ------------------------------- | --------------------------------------- | -------------- | ------------------------------------------------ |
| 2014 | Falling in Love                 | "Falling in Love" (bản tiếng Trung)     | Châu Nghệ Hiên | Matthew Heath, GG Riggs, Wang Ya Jun             |
| 2014 | Falling in Love                 | "Falling in Love" (phiên bản tiếng Hàn) | Sungjoo        | Matthew Heath, GG Riggs                          |
| 2014 | Falling in Love                 | "Falling in Love" (phiên bản tiếng Hàn) | Seungyoun      | Matthew Heath, GG Riggs                          |
| 2015 | EOEO                            | "EOEO" (phiên bản tiếng Trung)          | Châu Nghệ Hiên | Deanfluenza                                      |
| 2015 | EOEO                            | "EOEO" (phiên bản tiếng Trung)          | Lý Vấn Hàn     | Deanfluenza                                      |
| 2015 | EOEO                            | "EOEO" (phiên bản tiếng Hàn)            | Seungyoun      | Deanfluenza                                      |
| 2015 | EOEO                            | "Luv Again" (bản tiếng Trung)           | Châu Nghệ Hiên | Francis Sooho Kim, DJ Nure                       |
| 2015 | EOEO                            | "Luv Again" (bản tiếng Trung)           | Lý Vấn Hàn     | Francis Sooho Kim, DJ Nure                       |
| 2015 | EOEO                            | "Luv Again" (phiên bản tiếng Hàn)       | Seungyoun      | Francis Sooho Kim, DJ Nure                       |
| 2015 | EOEO                            | "Listen to me" (bản tiếng Trung)        | Châu Nghệ Hiên | Atozzio, Jarah Lafayette Gibson, Wang Ya Jun     |
| 2015 | EOEO                            | "Listen to me" (phiên bản tiếng Hàn)    | Seungyoun      | Atozzio, Jarah Lafayette Gibson                  |
| 2015 | Best Friend                     | "Best Friend" (phiên bản tiếng Trung)   | Châu Nghệ Hiên | Hyuk Shin,Beat&Keys,Jayrah Gibson,Ju Seon Kim,DK |
| 2015 | Best Friend                     | "Best Friend" (phiên bản tiếng Trung)   | Lý Vấn Hàn     | Hyuk Shin,Beat&Keys,Jayrah Gibson,Ju Seon Kim,DK |
| 2015 | Best Friend                     | "Best Friend" (phiên bản tiếng Hàn)     | Sungjoo        | Hyuk Shin,Beat&Keys,Jayrah Gibson,Ju Seon Kim,DK |
| 2015 | Best Friend                     | "Best Friend" (phiên bản tiếng Hàn)     | Seungyoun      | Hyuk Shin,Beat&Keys,Jayrah Gibson,Ju Seon Kim,DK |
| 2015 | Vi công ích                     | "Ích khởi ái" (益起爱)                  | Châu Nghệ Hiên | Jeffrey Kong                                     |
| 2015 | SpongeBob: Anh hùng lên cạn OST | "Erase Your Little Sadness"             | Châu Nghệ Hiên | Tiểu Kế                                          |
| 2015 | SpongeBob: Anh hùng lên cạn OST | "Erase Your Little Sadness"             | Seungyoun      | Tiểu Kế                                          |
| 2016 | Đối tác MBA OST                 | "Giấc mơ của tôi"                       | Châu Nghệ Hiên | Jeon Changyeop, Chun Joonkyu                     |
| 2017 | Chúc mừng năm mới 2017          | "Chúc mừng năm mới 2017"                | Châu Nghệ Hiên | Vương Vận Vận, Lưu Giai                          |

### Video âm nhạc
| Năm  | Video âm nhạc                           | Độ dài |
| ---- | --------------------------------------- | ------ |
| 2014 | "Falling in Love" (bản tiếng Trung)     | 3:40   |
| 2014 | "Falling in Love" (phiên bản tiếng Hàn) | 3:40   |
| 2014 | "Born To Fight"                         | 3:04   |
| 2014 | "Falling In Love" (bản tiếng Anh)       | 3:35   |
| 2014 | "Celebrate"                             | 3:17   |
| 2014 | "Celebrate" (Phiên bản dance)           | 3:11   |
| 2015 | "EOEO" (phiên bản tiếng Hàn)            | 3:12   |
| 2015 | "EOEO" (phiên bản tiếng Trung)          | 3:12   |
| 2015 | "EOEO" (Phiên bản khiêu vũ)             | 3:09   |
| 2015 | "Luv Again" (phiên bản tiếng Hàn)       | 3:42   |
| 2015 | "Luv Again" (bản tiếng Trung)           | 3:42   |
| 2015 | "Best Friend" (phiên bản tiếng Hàn)     | 3:06   |
| 2015 | "Best Friend" (phiên bản tiếng Trung)   | 3:06   |
| 2015 | "Erase Your Little Sad"                 | 3:38   |
| 2015 | "Happy New Year"                        | 4:05   |
| 2015 | "Happy New Year" (phiên bản UNIQ)       | 4:10   |
| 2016 | "My Dream"                              | 4:05   |
| 2017 | "Happy New Year 2017"                   | 3:40   |

## Giải thưởng và đề cử
| Năm                 | Giải thưởng                                      | Hạng mục                                                  | Đề cử          | Kết quả   |
| ------------------- | ------------------------------------------------ | --------------------------------------------------------- | -------------- | --------- |
| GIẢI THƯỞNG NHÓM    |                                                  |                                                           |                |           |
| 2014                | 2015 iQiyi Awards                                | Giải thưởng được mong đợi nhất                            | UNIQ           | Đoạt giải |
| 2015                | Apollo Music Awards                              | Nhạc phim hay nhất                                        | Born to fight  | Đoạt giải |
| 2015                | International K-Music Awards 2015                | Best Choreography                                         | EOEO           | Đoạt giải |
| 2015                | Asia Billboard Awards                            | Giải thưởng nhóm nổi tiếng                                | UNIQ           | Đoạt giải |
| 2015                | Tencent Beijing App Awards                       | Nhóm triển vọng nhất trong năm (Châu Á)                   | UNIQ           | Đoạt giải |
| 2015                | KU Music Asian Music Awards                      | Nghệ sĩ mới xuất sắc nhất                                 | UNIQ           | Đoạt giải |
| 2015                | Giải thưởng âm nhạc châu Âu MTV                  | Nghệ sĩ xuất sắc nhất Trung Quốc đại lục & Hồng Kông      | UNIQ           | Đề cử     |
| 2015                | Giải thưởng iQiyi 2016                           | Giải thưởng                                               | UNIQ           | Đoạt giải |
| GIẢI THƯỞNG CÁ NHÂN |                                                  |                                                           |                |           |
| 2017                | 17th Top Chinese Music Annual Festival           | Thần tượng mới                                            | Vương Nhất Bác | Đoạt giải |
| 2017                | 2017 Asian Influence Awards                      | Nam diễn viên mới xuất sắc nhất                           | Vương Nhất Bác | Đoạt giải |
| 2017                | 2017 Asian Influence Awards                      | Biểu tượng thời trang mới                                 | Châu Nghệ Hiên | Đoạt giải |
| 2017                | The Belt and Road Fashion Culture Industry Forum | Emerging Honorary Certificate                             | Châu Nghệ Hiên | Đoạt giải |
| 2017                | 2017 IFeng Fashion Choice (2017年度票选)         | Nam diễn viên mới được yêu thích của cư dân mạng          | Vương Nhất Bác | Đoạt giải |
| 2017                | Weibo TV Online Video Awards Ceremony            | Nghệ sỹ mới của năm                                       | Vương Nhất Bác | Đoạt giải |
| 2017                | Sina Best Taste                                  | Nghệ sỹ mới của năm                                       | Vương Nhất Bác | Đoạt giải |
| 2018                | QQ Night Awards                                  | Nam nghệ sỹ của năm                                       | Vương Nhất Bác | Đoạt giải |
| 2018                | Sina Travel Annual Awards                        | Most Anticipated Star Traveler                            | Châu Nghệ Hiên | Đoạt giải |
| 2018                | Weibo Fan Festival                               | Soft Honey Vocals full of the Abs of little WolfDog Award | Lý Vấn Hàn     | Đoạt giải |